# O. Z. Whitehead
Pour les articles homonymes, voir Whitehead.
Oothout Zabriskie Whitehead, né le 1er mars 1911 à New York (État de New York), mort le 29 juillet 1998 à Dublin (Irlande), est un acteur américain, connu comme O. Z. Whitehead.

## Biographie
En 1933, O. Z. Whitehead débute au théâtre à Broadway (New York), dans la pièce The Lake, aux côtés de Katharine Hepburn. Jouant régulièrement jusqu'en 1939 sur les planches new-yorkaises, il y participe en tout à neuf pièces et à trois revues. Citons également Hamlet de William Shakespeare en 1936, avec Leslie Howard (qui est aussi metteur en scène et producteur) dans le rôle-titre.
Au cinéma, son deuxième film (après un premier sorti en 1935), l'un de ses plus connus, est Les Raisins de la colère (1940) de John Ford, avec Henry Fonda, déjà croisé à Broadway lors d'une revue représentée en 1934. Il retrouve le réalisateur sur trois autres films notoires, La Dernière Fanfare (1958, avec Spencer Tracy), puis deux westerns avec John Wayne, Les Cavaliers (1959) et L'Homme qui tua Liberty Valance (1962).
Peu après le tournage de son dernier film américain, L'Été magique de James Neilson (avec Hayley Mills), sorti en 1963, O. Z. Whitehead choisit de s'installer définitivement en Irlande, à Dublin (où il meurt en 1998), cette décision étant liée à sa conversion au bahaïsme. Dans son pays d'adoption, il poursuit ses activités au théâtre (notamment à l'Abbey Theatre de Dublin) et au cinéma. Ainsi, il contribue à quelques films britanniques et irlandais (voire à des coproductions), le plus connu étant Le Lion en hiver (1968) d'Anthony Harvey, où il retrouve Katharine Hepburn, aux côtés de Peter O'Toole. Son dernier film (le trente-septième) est un court métrage irlandais sorti en 1997, où il prête simplement sa voix.
À la télévision enfin, entre 1953 et 1995, O. Z. Whitehead apparaît dans vingt-et-une séries (essentiellement aux États-Unis), dont Alfred Hitchcock présente (deux épisodes, diffusés respectivement en 1960 et 1961).
Notons encore qu'en 1966, il crée un prix portant son nom (« O. Z. Whitehead Award »), destiné à encourager les auteurs irlandais de pièces brèves, tel Dermot Bolger, récompensé en 1990 pour Blinded by the Light.

## Théâtre
Pièces, sauf mention contraire

### À Broadway
- 1933-1934 : The Lake de Dorothy Massingham et Murray MacDonald, avec Blanche Bates, Lucy Beaumont, Colin Clive, Katharine Hepburn, Rosalind Ivan, Lionel Pape, Philip Tonge
- 1934 : New Faces of 1934, revue, musique et lyrics de divers, livret de Leonard Sillman, avec Henry Fonda
- 1934 : Jayhawker de Sinclair et Lloyd Lewis, avec Walter Baldwin, Paul Guilfoyle
- 1934-1935 : Fools Rush In, revue, musique et lyrics d'auteurs non-spécifiés, livret de divers, dont Richard Whorf, également acteur
- 1936 : O Evening Star de Zoe Akins, mise en scène de Leontine Sagan, avec Eddie Albert, Frank Conroy
- 1936 : The Illustrators' Show, revue, musique d'Irving Actman, lyrics de Frank Loesser
- 1936 : The Sap Runs High d'H. T. Porter et Alfred Henry White
- 1936 : Hamlet de William Shakespeare, produite par Leslie Howard, mise en scène de John Houseman et Leslie Howard, chorégraphie d'Agnes de Mille, musique de scène de Virgil Thomson, avec Leslie Howard, Alexander Scourby
- 1937 : Farewell Summer de North Bigbee et Walter Holbrook
- 1937 : Madame Bovary de Benn W. Levy, d'après le roman éponyme de Gustave Flaubert, avec Ernest Cossart, Eric Portman
- 1938 : La Mouette (The Seagull) d'Anton Tchekhov, avec Lynn Fontanne, Sydney Greenstreet, Uta Hagen, Alfred Lunt, Richard Whorf
- 1939 : Miss Swan Expects de Bella et Sam Spewack, avec William Bendix, John Williams

### À Dublin
- 1963 : Oh les beaux jours (Happy Days) de Samuel Beckett, avec Marie Kean (rôle de Willie, repris en 1973 et 1986)
- 1966 : Hughie d'Eugene O'Neill (rôle du gardien de nuit, repris en 1989)

### Autres lieux
- 1940 : Life with Father d'Howard Lindsay et Russel Crouse, mise en scène de Bretaigne Windust, avec Lillian Gish, Georgette McKee (à Chicago ; adaptée au cinéma en 1947)
- 1956 : Le Jardin de Craie (The Chalk Garden) d'Enid Bagnold, avec Dorothy et Lillian Gish (en tournée aux États-Unis)

## Filmographie partielle

### Au cinéma

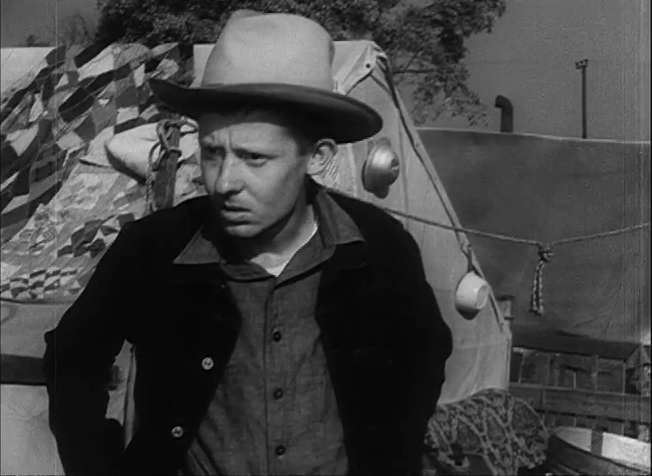
Dans Les Raisins de la colère (1940)

- 1935 : Le Goujat (The Scoundrel) de Ben Hecht et Charles MacArthur
- 1940 : Les Raisins de la colère (The Grapes of Wrath) de John Ford
- 1942 : Les Rivages de Tripoli (To the Shores of Tripoli) d'H. Bruce Humberstone
- 1947 : My Brother Talks to Horses de Fred Zinnemann
- 1947 : L'Heure du pardon (The Romance of Rosy Ridge) de Roy Rowland
- 1948 : La Femme aux cigarettes (Road House) de Jean Negulesco
- 1948 : Si bémol et Fa dièse (A Song is born) d'Howard Hawks
- 1948 : Le Pirate (The Pirate) de Vincente Minnelli
- 1949 : Ma and Pa Kettle de Charles Lamont
- 1950 : L'Impasse maudite (One Way Street) d'Hugo Fregonese
- 1950 : Dallas, ville frontière (Dallas) de Stuart Heisler
- 1951 : Le Foulard (The Scarf) d'Ewald André Dupont
- 1951 : The Hoodlum de Max Nosseck
- 1951 : Deux nigauds chez les barbus (Comin' Round the Mountain) de Charles Lamont
- 1951 : Journey into Light de Stuart Heisler
- 1952 : La Madone du désir (The San Francisco Story) de Robert Parrish
- 1952 : For Men Only de Paul Henreid
- 1952 : Beware, My Lovely d'Harry Horner
- 1952 : Cinq mariages à l'essai (We're not married) d'Edmund Goulding
- 1952 : Feudin' Fools de William Beaudine
- 1958 : La Dernière Fanfare (The Last Hurrah) de John Ford
- 1958 : La Brune brûlante (Rally 'Round the Flag, Boys !) de Leo McCarey
- 1959 : Les Cavaliers (The Horse Soldiers) de John Ford
- 1960 : Chartroose Caboose de William Reynolds
- 1962 : L'Homme qui tua Liberty Valance (The Man who shot Liberty Valance) de John Ford
- 1962 : Panique année zéro (Panic in Year Zero) de Ray Milland
- 1963 : L'Été magique (Summer Magic) de James Neilson
- 1967 : Ulysse (Ulysses) de Joseph Strick
- 1968 : Le Lion en hiver (The Lion in Winter) d'Anthony Harvey
- 1994 : Ailsa de Paddy Breathnach

### À la télévision (séries)
- 1958 : Gunsmoke ou Police des plaines (Gunsmoke ou Marshal Dillon)
  - Saison 4, épisode 10 Lynching Man de Richard Whorf
- 1960 : Bonanza
  - Saison 1, épisode 28 San Francisco d'Arthur Lubin
- 1960-1961 : Alfred Hitchcock présente (Alfred Hitchcock presents)
  - Saison 5, épisode 19 Pas le genre à s'enfuir (Not the Running Type, 1960) d'Arthur Hiller
  - Saison 6, épisode 36 Final Arrangements (1961) de Gordon Hessler
- 1961 : Perry Mason, première série
  - Saison 4, épisode 22 The Case of the Cowardly Lion
- 1962 : Adèle (Hazel)
  - Saison 1, épisode 22 Hazel and the Gardener de William D. Russell